# 뉴스

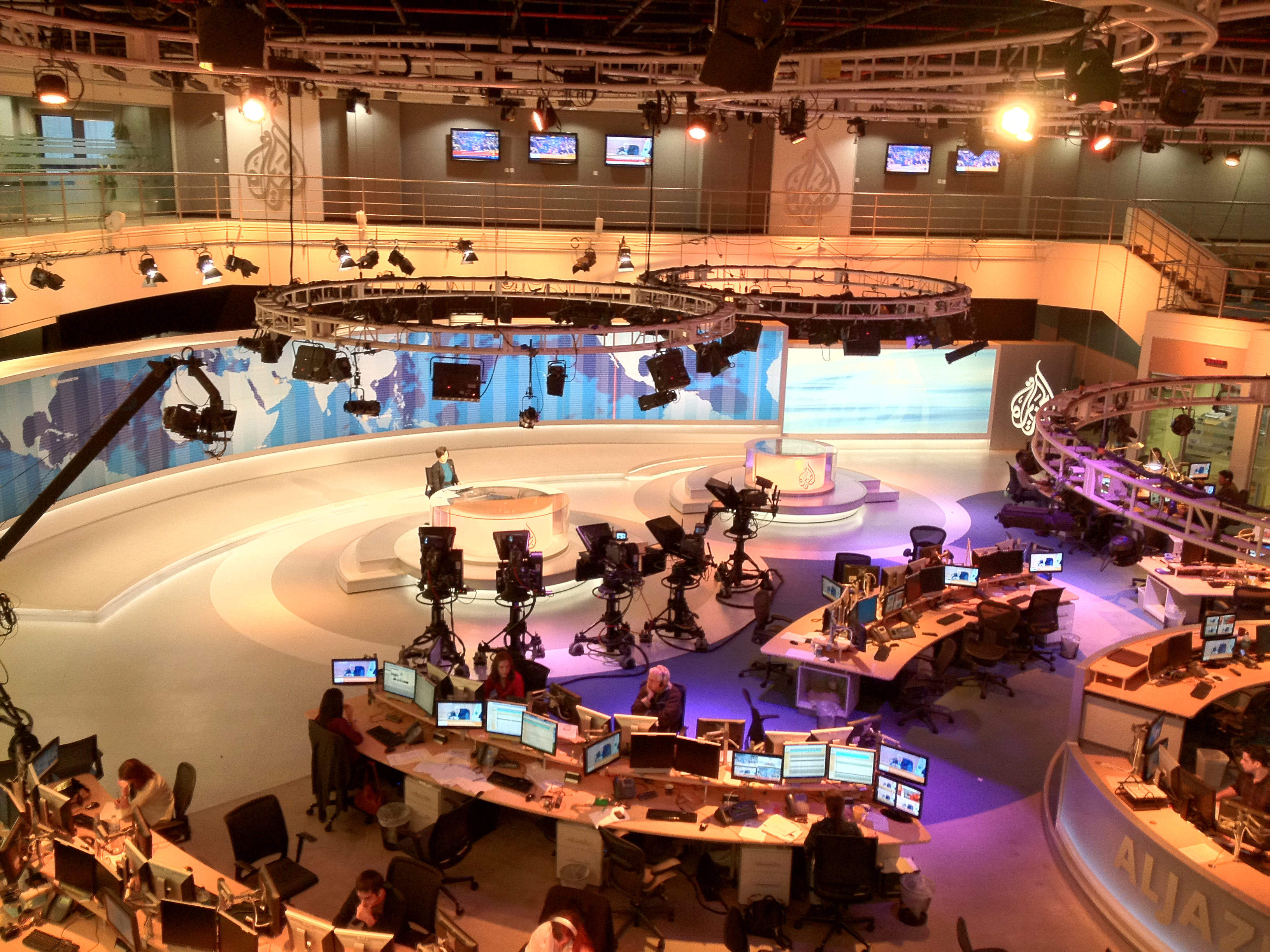
알자지라의 뉴스룸 (2011년)

뉴스(영어: News)는 뉴스 가치(영어: News Values)에 의해 선택된 사실이다. 즉, 우리 주변에서 일어나는 사건과 사고를 보도의 틀에 맞도록 재구성한 이야기로 정의할 수 있다. 뉴스는 현재 사건에 대한 정보이다. 이는 입소문, 인쇄, 우편 시스템, 방송, 전자 통신, 사건에 대한 관찰자와 증인의 증언 등 다양한 매체를 통해 제공될 수 있다. 
뉴스는 경성 뉴스와 연성 뉴스 두 가지로 나뉜다. 경성 뉴스는 세제의 개혁이나 교육제도의 변화, 국제관계 등 매우 큰 비중을 갖는 뉴스로 정부, 정치, 교육, 사업 등의 분야를 다룬다. 반면 연성 뉴스는 가십성, 오락성 뉴스로 스포츠, 오락을 다룬다.
뉴스 보도의 일반적인 주제에는 전쟁, 정부, 정치, 교육, 건강, 기후변화, 경제, 사업, 패션, 스포츠, 오락은 물론 기발하거나 특이한 사건이 포함된다. 왕실의 예식, 법률, 세금, 공중 보건, 범죄 등에 관한 정부의 포고문은 고대부터 뉴스로 불렸다. 종종 정부 통신 및 간첩 네트워크에 의해 주도되는 기술 및 사회 발전으로 인해 뉴스가 확산되는 속도가 빨라지고 콘텐츠에도 영향을 미치게 되었다.
역사를 통틀어 사람들은 구두 수단을 통해 새로운 정보를 전달해 왔다. 수백 년에 걸쳐 중국에서 발전한 신문은 근대 초기에 유럽에서 정착되었다. 20세기에는 라디오와 텔레비전이 뉴스를 전달하는 중요한 수단이 되었다. 21세기가 되면서 인터넷도 비슷한 역할을 하기 시작했다.

## 어원
뉴스(영어: News)란 낱말은 14세기 중세 영어에 처음으로 등장하였다. New의 복수형태로부터 유래하였다. 나침반의 동서남북 사방(North, East, West, South)의 첫 글자를 따서 만들어졌다는 속설은 사실이 아니다.

## 개요

### 뉴스에 대한 욕구
사람들의 뉴스에 대한 갈망은 무척이나 뿌리 깊은 것이다. 많은 문화권에서 사람들간의 기본적인 의사 소통은 소식을 전하는 것으로 시작된다. 몽골에서 사람들은 인삿말 삼아 "별일 없습니까?"라고 인사를 건네며, 인류학자 레이먼드 퍼스는 폴리네시아의 티코피아 부족의 의사소통을 연구하면서 서로 간에 보고 들은 일을 주고 받는 것이 의사 소통의 중요한 부분을 차지한다고 보고하였다. 역사적으로 보아도 기원전 4세기 고대 그리스의 웅변가 데모스테네스는 아테네의 시민들이 뉴스 교환과 서로 간의 이야기를 짜맞추는데 열중하고 있다고 묘사했으며, 16세기 영국의 한 뉴스북은 발간의 취지를 우리 모두가 알고 싶어하는 목마른 욕구를 충족시키기 위해서라고 밝히고 있다. 1712년사람들이 뉴스만 보느라 여념이 없다는 뉴스에 대한 부정적 평가를 내리는 비평이 등장할 정도였다고 한다.

### 뉴스 가치
뉴스는 그것을 전달하려는 사람이나 조직에 의해 취사선택되기 마련이다. 어떠한 것을 뉴스로 전달할 것인가를 정하는 가치 기준을 뉴스 가치라 한다. 저널리즘의 영역에서 일반적으로 적용되고 있는 원칙에는 영향력, 시의성, 저명성, 근접성, 신기함, 갈등 그리고 시사성 등이 있다. 예를 들어 중소 부품업체의 파업보다는 대기업의 파업이 영향력이 크므로 뉴스로 채택될 가능성이 보다 높다고 할 수 있다. 이러한 뉴스의 선택은 언론 편집인의 가치관이나 신념, 선입관 또는 관점 등이 개입하게 된다. 이렇게 볼 때 뉴스는 사회에서 일어나는 일을 있는 그대로 반영한다기보다는 뉴스 가치에 따라 선택된 형태로 그 내용물이 재구성된 결과물이라 할 수 있다.

### 종류
뉴스는 전달되는 언론 매체에 따라 신문, 텔레비전 뉴스 등으로 구분될 수 있다. 한편, 스포츠 뉴스, 정치 뉴스와 같이 전달하는 주요 내용에 따라 구분하기도 한다.

## 대중 전달
오늘날 뉴스는 대표적인 대중 전달의 하나이다. 대중 전달은 이를 전달하는 대중 매체의 특징에 크게 의존한다. 예를 들어 텔레비전을 통해 방영되는 뉴스는 9시 뉴스와 같은 프로그램의 편성을 통해 그 형식이 결정된다. 즉, 9시 뉴스는 내용을 담는 그릇이고 여기서 전달되는 뉴스는 내용물이라 할 수 있다. 이러한 대중 전달의 특징은 뉴스를 일정한 장르로 편성하게 한다.

## 논란
뉴스의 악성 댓글과 관련된 사회적 문제는 크게 대두되고 있다.

## 같이 보기
- 기레기
- 가짜뉴스
- 황색언론(옐로우 저널리즘)
- 뉴스 프로그램
- 보도국